# Saint-Julien-lès-Metz
Saint-Julien-lès-Metz là một xã trong vùng Grand Est, thuộc tỉnh Moselle, quận Metz-Campagne, tổng Montigny-lès-Metz. Tọa độ địa lý của xã là 49° 08' vĩ độ bắc, 06° 12' kinh độ đông. Saint-Julien-lès-Metz có điểm thấp nhất là 162 mét và điểm cao nhất là 275 mét. Xã có diện tích 4,55 km², dân số vào thời điểm 1999 là 3134 người; mật độ dân số là 688 người/km².

## Thông tin nhân khẩu
| 1962  | 1968  | 1975  | 1982  | 1990  | 1999  |
| ----- | ----- | ----- | ----- | ----- | ----- |
| 2 637 | 2 678 | 2 667 | 2 990 | 2 971 | 3 134 |